# Heaven condensed
Heaven condensed is een studioalbum van Craig Padilla. De muziek bestaat uit een combinatie van ambient en Berlijnse School voor elektronische muziek. Het platenlabel Spotted Peccary, waaraan Padilla dan al jaren verbonden is, omschreef het als een "filosofische spirituele kijk op andere dimensies". Het zijn stemmige en ruimtelijke klanken af en toe ondersteund door seqeuncers.  

## Musici
- Craig Padilla – analoge en digitale synthesizers

## Muziek
| Nr. | Titel            | Duur  |
| --- | ---------------- | ----- |
| 1.  | Stonington moon  | 9:25  |
| 2.  | Heaven condensed | 28:46 |
| 3.  | Across the light | 7:19  |
| 4.  | Heavenly sails   | 28:32 |